# Sunny (film 2011)
Sunny (써니?, SseoniLR, SsŏniMR) è un film del 2011 scritto e diretto da Kang Hyeong-cheol.

## Trama
In Na-mi sembra avere all'apparenza una vita perfetta, ma è in realtà profondamente infelice; quando casualmente, trovandosi all'ospedale per visitare la madre, scopre che una sua cara amica del liceo, Ha Chun-hwa, ha solo due mesi di vita a causa di un cancro in fase terminale, decide di farle un ultimo grande regalo.